# استیریل هپتانوات
استیریل هپتانوات (به انگلیسی: Stearyl heptanoate) با فرمول شیمیایی C۲۵H۵۰O۲ یک ترکیب شیمیایی با شناسه پاب‌کم ۱۰۵۲۴۲ است. که جرم مولی آن ۳۸۲٫۶۶ g/mol می‌باشد. 